# Constantin Alexa
Constantin Alexa este un fost senator român în legislatura 2000-2004 ales în municipiul București pe listele partidului PSD.
Constantin Alexa a fost validat pe data de 30 august 2001 și l-a înlocuit pe senatorul Oliviu Gherman. Constantin Alexa a demisionat pe data de 22 martie 2004 și a fost înlocuit de senatorul Florin Rotaru. Constantin Alexa a fost membru în comisia pentru cercetarea abuzurilor, combaterea corupției și petiții (din mar. 2004) și în comisia pentru drepturile omului, culte și minorități (sep. 2001 - mar. 2004).